# کویروو (نیومکزیکو)
کویروو (به انگلیسی: Cuervo) یک منطقهٔ مسکونی در ایالات متحده آمریکا است که در شهرستان گوادلوپ، نیومکزیکو واقع شده‌است. کویروو ۱٬۴۸۱٫۰۴ متر بالاتر از سطح دریا قرار دارد.